# 茨城県保育所一覧
茨城県保育所一覧（いばらきけんほいくしょいちらん）は、茨城県の保育所の一覧である。

## 公立保育所（園）

### 石岡市
- 石岡市立第一保育所
- 石岡市立第二保育所
- 石岡市立やさと中央保育所

- 石岡市立園部保育所
- 石岡市立みなみ保育所

### 潮来市
- 潮来市立潮来保育所

### 稲敷市
- 稲敷市立江戸崎中央保育園
- 稲敷市立桜川保育所

### 牛久市
- 牛久市立中央保育園
- 牛久市立上町保育園
- 牛久市立つつじが丘保育園

- 牛久市立向原保育園
- 栄町保育園
- 下根保育園

### 小美玉市
- 小美玉市立羽鳥保育所

### 笠間市
- 笠間市立ともべ保育所
- 笠間市立くるす保育所

- 笠間市立てらざき保育所
- 笠間市立いなだ保育所

### 鹿嶋市
- 鹿嶋市立宮下保育園
- 鹿嶋市立佐田保育園

- 鹿嶋市立平井保育園
- 鹿嶋市立大船津保育園

### 神栖市
- 神栖市立うずも保育所
- 神栖市立大野原保育所

- 神栖市立海浜保育所
- 神栖市立波崎保育所

### 北茨城市
- 北茨城市立関本保育所
- 北茨城市立木皿保育所

### 古河市
- 古河市立第一保育所
- 古河市立第二保育所
- 古河市立第三保育所
- 古河市立第四保育所

- 古河市立第五保育所
- 古河市立上辺見保育所
- 古河市立関戸保育所

### 桜川市
- 桜川市立岩瀬保育所
- 桜川市立岩瀬東部保育所
- 桜川市立岩瀬北部保育所
- 桜川市立やまと保育所

### 下妻市
- 下妻市立下妻保育園
- 下妻市立きぬ保育園

### 常総市
- 常総市立水海道第一保育所
- 常総市立水海道第二保育所

- 常総市立水海道第三保育所
- 常総市立水海道第四保育所

- 常総市立水海道第五保育所
- 常総市立水海道第六保育所

### 高萩市
- 高萩市立高萩保育所

### 筑西市
- 筑西市立木の実保育園
- 筑西市立関城保育所
- 筑西市立協和保育所

### つくば市
- つくば市立大穂保育所
- つくば市立上郷保育所
- つくば市立今鹿島保育所
- つくば市立上横場保育所
- つくば市立真瀬保育所
- つくば市立稲岡保育所
- つくば市立手代木南保育所
- つくば市立二の宮保育所

- つくば市立松代保育所
- つくば市立上ノ室保育所
- つくば市立上境保育所
- つくば市立上広岡保育所
- つくば市立竹園保育所
- つくば市立並木保育所
- つくば市立吾妻保育所
- つくば市立桜南保育所

- つくば市立北条保育所
- つくば市立小田保育所
- つくば市立沼田保育所
- つくば市立作岡保育所
- つくば市立高見原保育所
- つくば市立城山保育所
- つくば市立岩崎保育所

### つくばみらい市
- つくばみらい市立伊奈第一保育所
- つくばみらい市立伊奈第二保育所
- つくばみらい市立伊奈第三保育所
- つくばみらい市立伊奈第四保育所
- つくばみらい市立谷和原第一保育所
- つくばみらい市立谷和原第二保育所

### 土浦市
- 土浦市立新生保育所
- 土浦市立荒川保育所
- 土浦市立東崎保育所
- 土浦市立東崎保育所 駅前分園

- 土浦市立霞ヶ岡保育所
- 土浦市立都和保育所
- 土浦市立天川保育所
- 土浦市立新川保育所

- 土浦市立桜川保育所
- 土浦市立神立保育所
- 竹ノ入保育所

### 取手市
- 取手市立永山保育所
- 取手市立吉田保育所
- 取手市立舟山保育所
- 取手市立白山保育所

- 取手市立戸頭北保育所
- 取手市立中央保育所
- 取手市立久賀保育所

### 那珂市
- 那珂市立菅谷保育所

### 行方市
- 行方市立玉造第一保育園
- 行方市立玉造第二保育園

- 行方市立玉造第三保育園
- 行方市立麻生保育園

- 行方市立竜翔寺保育園
- 行方市立北浦保育園

- 行方市立子どもの家菫の苑

### 坂東市
- 坂東市立辺田保育所
- 坂東市立中根保育園
- 坂東市立あかつき保育園

- 坂東市立岩井保育園
- 坂東市立小山保育園
- 坂東市立さしま保育園

- 坂東市立すずのき保育園
- 坂東市立若草明徳保育園
- 坂東市立サンキッズいわい保育園

### 日立市
- 日立市立かみね保育園
- 日立市立かみちょう保育園
- 日立市立おおもり保育園
- 日立市立おおせ保育園

- 日立市立みやた保育園
- 日立市立おおくぼ保育園
- 日立市立みずき保育園
- 日立市立ゆなご保育園

- 日立市立かねさわ保育園
- 日立市立くじ保育園
- 日立市立じゅうおう保育園

※日立市HP上にて、ひらがな表記だったため、ひらがな記載しています。

### 常陸太田市
- 常陸太田市立木崎保育園
- 常陸太田市立宮ノ脇保育園
- 常陸太田市立愛保育園

- 常陸太田市立金砂郷保育園
- 常陸太田市立すいふ保育園
- 常陸太田市立さとみ保育園

### 常陸大宮市
- 常陸大宮市立大賀保育所
- 常陸大宮市立山方保育所
- 常陸大宮市立美和保育所

### ひたちなか市
- ひたちなか市立つだ保育所
- ひたちなか市立佐野保育所
- ひたちなか市立東石川保育所
- ひたちなか市立那珂湊第一保育所
- ひたちなか市立那珂湊第二保育所

### 鉾田市
※鉾田市HP上、未整備のため記載なし。検索にて出た記載施設は、私立側に記載。

### 水戸市
- 水戸市立白梅保育所
- 水戸市立杉山保育所
- 水戸市立新原保育所
- 水戸市立緑岡保育所
- 水戸市立城東保育所

- 水戸市立平須保育所
- 水戸市立渡里保育所
- 水戸市立若宮保育所
- 水戸市立河和田保育所

- 水戸市立双葉台保育所
- 水戸市立一の牧保育所
- 水戸市立常澄保育所
- 水戸市立内原保育所

### 守谷市
- 守谷市立土塔中央保育所
- 守谷市立北園保育所

### 結城市
- 結城市立城西保育所
- 結城市立山川保育所
- 結城市立上山川保育所

### 龍ケ崎市
- 龍ケ崎市立八原保育所

## 私立保育所

### 石岡市
- 石岡明照保育園
- 泉ヶ丘保育園
- 国分台ふたば保育園
- ひかり保育園

- わかくさ保育園
- ことりの森保育園
- しらゆり保育園
- そとの保育園

- ひまわり保育園
- りんりん保育園
- 石岡第一病院付属 たんぽぽ保育園

### 潮来市
- スサキ保育園
- 白帆保育園
- 小羊保育園

- 日の出保育園
- 牛堀保育園

- かすみ保育園
- 慈母保育園

### 稲敷市
- 江戸崎保育園
- 新利根つばさ保育園
- 幸田保育園

### 牛久市
- つばめ保育園
- つばめ保育園 牛久駅前分園
- 牛久ひかり保育園

- ふたばランド保育園
- ふたばランド保育園 つつじが丘分園
- 牛久保育園

- 牛久ふれあい保育園
- 牛久ふれあい保育園 ひたち野うしく駅前分園
- ひたち野うしく保育園 つくしんぼ

### 小美玉市
- さくら保育園
- さくら第二保育園
- すずらん保育園
- ミーム保育園

- ひばり保育園
- 納場保育園
- 太陽保育園

- 玉里保育園
- 玉里第二保育園
- 四季の杜保育園

### 笠間市
- 大沢保育園
- めぐみ保育園
- みか保育園

- 岩間保育園
- おしのべ保育園

### 鹿嶋市
- 大野めぐみ保育園
- 大野ひかり保育園
- 港ヶ丘保育園

- 子どもの家野草舎
- 鹿の輪保育園
- 月の輪保育園

- 鹿嶋いずみ保育園
- 鹿嶋さくら園
- ひよどり保育園

### かすみがうら市
- 霞ヶ浦保育園
- 美並未来みなみ保育園
- のぞみ保育園

- わかぐり保育所
- さくら保育所

- やまゆり保育所
- 第一保育所

### 神栖市
- 萬徳寺保育園
- 星和保育園
- 深芝保育園
- 白十字保育園
- 軽野保育園
- 平泉保育園
- 神栖あおぞら園

- ぴよぴよ保育園
- きさき保育園
- 神栖第二あおぞら園
- こばと保育園
- 柳川保育園
- 波崎ひかり保育園

- 太田保育園
- 矢田部保育園
- 舎利保育園
- みだ保育園
- あすなろ保育園
- まゆ保育園

### 北茨城市
- みなみ保育園
- 磯原保育園

- 大津保育園
- 中郷保育園

### 古河市
- 古河保育園
- 古河浅井保育園
- 清恵保育園
- あさひ保育園
- 総和保育園

- 白梅保育園
- 牛ヶ谷保育園
- あゆみ保育園
- 三和保育園
- 諸川保育園

- 名崎保育園
- こばと保育園
- 柊保育園
- アリス保育園

### 桜川市
- 桜川市HPに記載なし

### 下妻市
・宝泉寺保育園

・大宝保育園

・西原保育園

・もみの木保育園

### 常総市
- 絹西保育園
- 小貝保育園
- 石下保育園

- さくら保育園
- 東さくら保育園

### 高萩市
- 同仁東保育園
- 聖徳保育園

- 松ヶ丘保育園
- あおぞら保育園

### 筑西市
- 中館保育園
- 大和保育園
- いずみ保育園
- はぐろ保育園
- 明野保育園
- たけのこ保育園

- 川島保育園
- 筑子保育園
- 石田保育園
- 暁保育園
- まつばら保育園
- めぐみ保育園

- しろはと保育園
- 橘保育園
- 川島第二保育園
- 暁第二保育園
- ときわ保育園
- 筑子ファミリア保育園

### つくば市
- 吉沼保育園
- かつらぎ保育園
- わかば保育園
- 島名杉の子保育園
- ひまわり保育園
- まつぼっくり保育園
- 田中保育園

- 九重保育園
- ケアーズ保育園
- フラワーチャイルド保育園
- さくら学園保育園
- 東平塚保育園
- かなめ保育園
- わかば保育園分園

- かつらぎ第二保育園
- 青い丘保育園 つくば分園
- アイリス保育園
- 島名保育園
- つくば国際白梅保育園
- 青い丘保育園 二の宮分園
- つくばこどもの森保育園
- 学園保育園

### つくばみらい市
- つくばみらい市HPに記載なし

### 土浦市
- 土浦愛隣会保育所
- めぐみ保育園
- 白鳥保育園
- エンゼル・ゆめ保育園

- つくば国際保育園
- 中央保育園
- 白帆保育園
- あおぞら保育園

- 愛保育園
- 童話館保育園
- 高岡保育園
- 藤沢保育園

### 取手市
- 取手保育園
- ふたば保育園
- 育英保育園
- たちばな保育園

- 共生保育園
- 稲保育園
- 井野保育園

### 那珂市
- 大成学園額田保育園
- ゆたか保育園
- かしま台保育園
- ごだい保育園
- 瓜連保育園
- いくり保育園（2019年4月開園）

### 行方市
- 行方市HP上で、公立・私立判別できずともに公立の場所に記載。

### 坂東市
- 坂東市HP上で、公立・私立判別できずともに公立の場所に記載。

### 日立市
- 小木津聖徳保育園
- 大森聖徳保育園
- 滑川聖徳保育園
- 田尻徳風保育園

- つくしんぼ保育園
- れんげ保育園
- いしまち保育園
- こどものいえ保育園

- 多賀さくら保育園
- 聖児保育園
- 茨城キリスト教学園保育園

### 常陸太田市
- はすみ保育園
- 太田あすなろ保育園

### 常陸大宮市
- 大宮聖愛保育園
- さくら保育園
- ひまわり保育園

- 大宮みのり保育園
- 大宮聖慈保育園
- 野上保育園

- あゆみ保育園
- 上小瀬保育園
- 御前山保育園

### ひたちなか市
- 勝田保育園
- 前渡ふたば保育園
- つくし学園
- はなのわ保育園
- 勝田すみれ保育園
- たんぽぽ保育園

- たかば保育園
- なかや保育園
- 勝田あすなろ保育園
- 清心保育園
- 野いちご保育園
- 金上保育園

- 堀川保育園
- 平磯保育園
- 湊保育園
- 柳沢保育園
- 海の子保育園

### 鉾田市
- 鉾田第一保育所
- 鉾田第二保育所
- 旭保育園
- くしひき保育園
- あかつき保育園
- 青山保育園
- とりのす保育園

※鉾田市HP未整備の為、臨時で検索した保育施設。現在運営されているかは不明。

### 水戸市
- 聖光学園保育部
- ひので保育園
- 見和めぐみ保育園
- すみれ保育園
- ひかり保育園
- 千波保育園
- すみれ第二保育園
- こばと保育園
- こばと保育園 分園
- 葉山保育園

- ひばり保育園
- すみよし保育園
- 石川保育園
- こばと東保育園
- こばと東保育園 浜田町分園
- のぎく保育園
- わかな保育園
- 笠原保育園
- 夜間めぐみ保育園
- はーとぴあ保育園

- けやき台保育園
- リリーヴィクトリア保育園
- リリーヴィクトリア保育園 チャイルドランド分園
- つばさ保育園
- 小吹保育園
- ちゃいるどはうす保育園
- スワン保育園
- ほうとく保育園
- ときわの杜保育園

### 守谷市
- まつやま保育園
- わかばのもり保育園
- 守谷保育園
- あい保育園 百合ヶ丘

- つくば国際松並保育園
- つくば国際百合ヶ丘保育園
- もりり保育園

### 結城市
- 明照保育園
- みくに保育園
- ふたば保育園

- つくば保育園
- たま保育園
- あすなろ保育園

- かなくぼ保育園
- もろ保育園

### 龍ケ崎市
- ときわ保育園
- ことり保育園
- 長戸保育園
- まつやま中央保育園

- しらはね保育園
- 龍ヶ崎つばめ保育園
- あすなろ保育園